# Culcita novaeguineae
Culcita novaeguineae är en sjöstjärneart som beskrevs av Müller och Franz Hermann Troschel 1842. Culcita novaeguineae ingår i släktet Culcita och familjen Oreasteridae. Inga underarter finns listade i Catalogue of Life.

## Bildgalleri

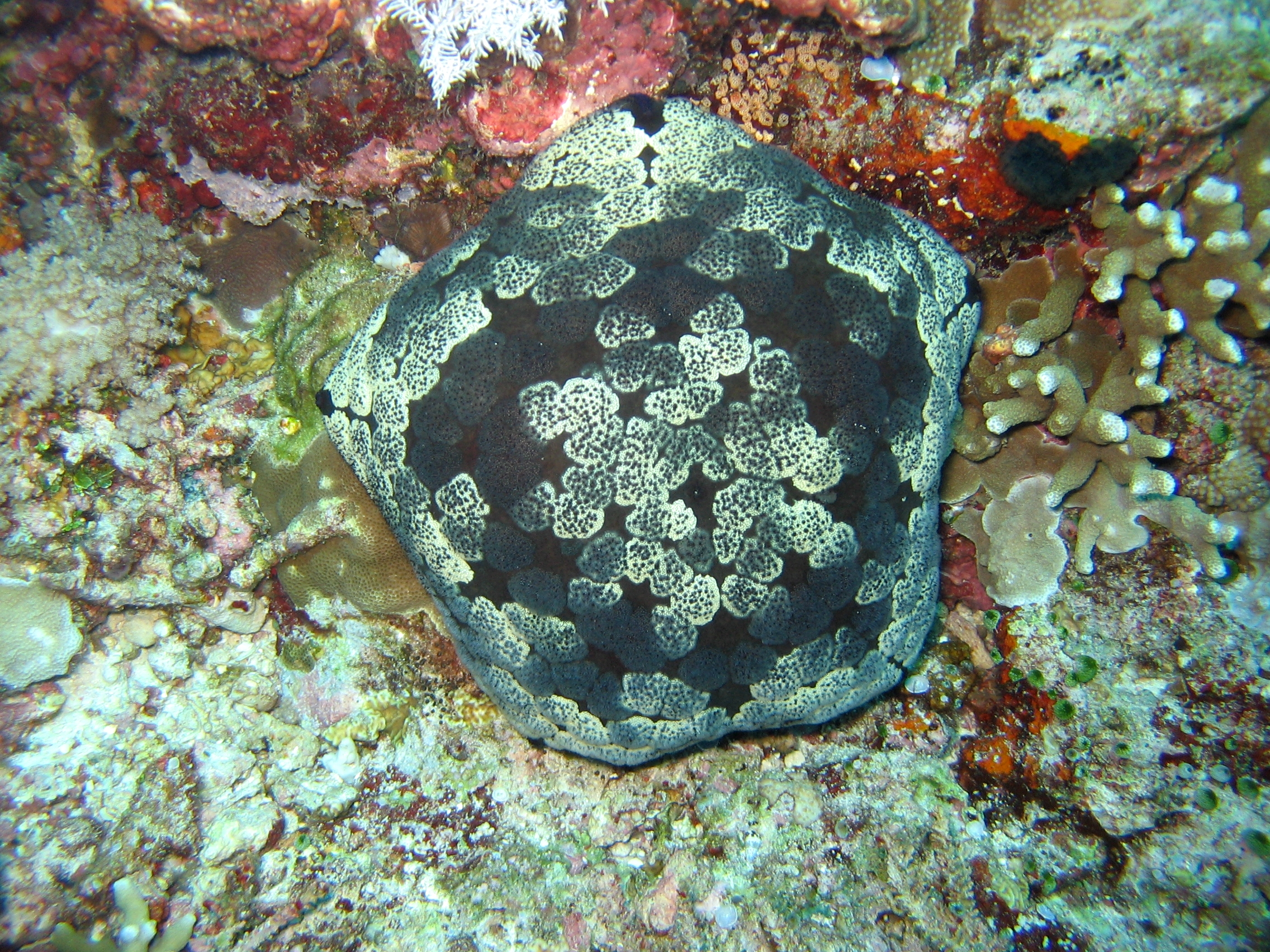
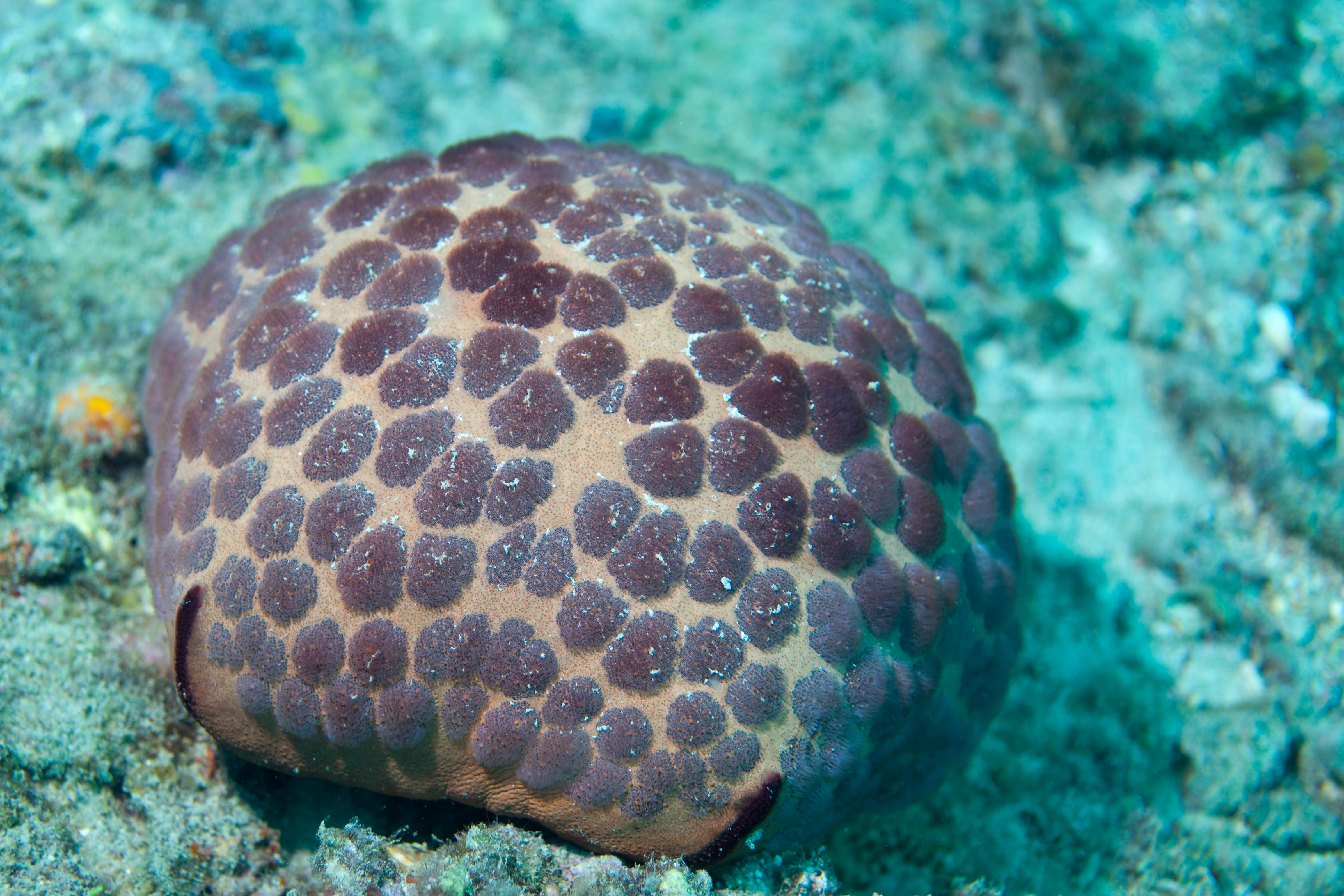